# Hapoel Umm al-Fahm Football Club

El Hapoel Umm al-Fahm Football Club es un equipo de fútbol de Israel, ubicado en Umm al-Fahm. Actualmente milita en la Liga Leumit.

## Historia
Fue fundado en 1963, a principios de la década de 1990 el club jugaba en la Liga Alef. Al final de la temporada 1998-99 descendieron a la Liga Bet Norte B. En 2005 regresaron a la Liga Alef.
Después de terminar como subcampeón de la Liga Alef Norte en 2006-07 bajo la dirección de Samir Issah, la temporada siguiente el club ganó la Liga Alef Norte y ascendió a la Liga Artzit (entonces tercera división). En la temporada 2008-09 descendieron a la Liga Alef y se retiraron.
Sin embargo, cuatro años después, en 2013, el club regresó después de que Ahva Umm al-Fahm, que se fundó dos años antes y ascendió a Liga Bet en su primera temporada, pasó a llamarse Hapoel Umm al-Fahm.
En la temporada 2016-17, el equipo ascendió a la Liga Alef y dos temporadas más tarde ascendió a la Liga Leumit.

## Palmarés

### Títulos nacionales
- Liga Bet: 1978-79, 2007-08
- Sexta división: 2011-12